# 秋山車站

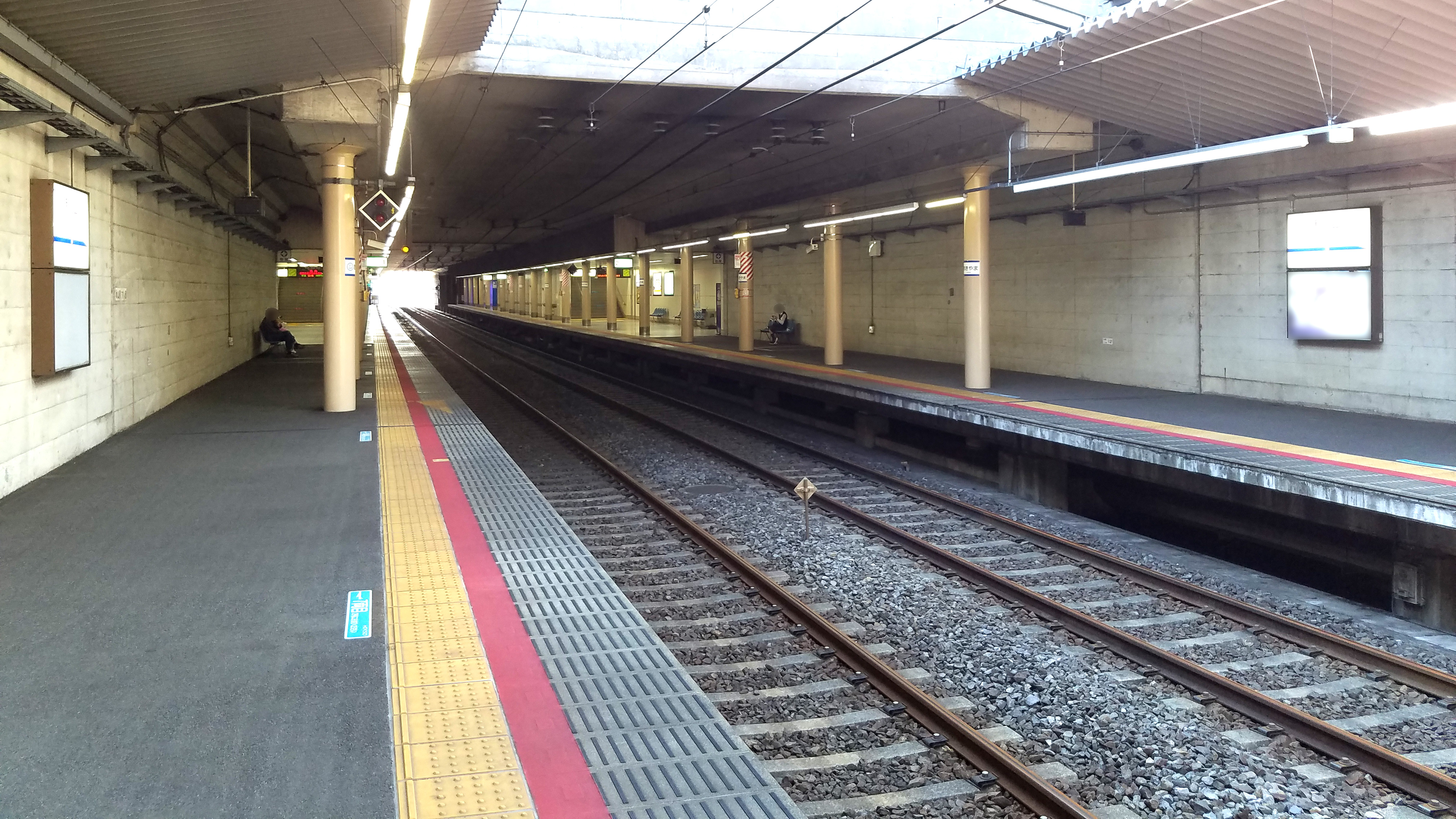
半地下月台（2019年10月）

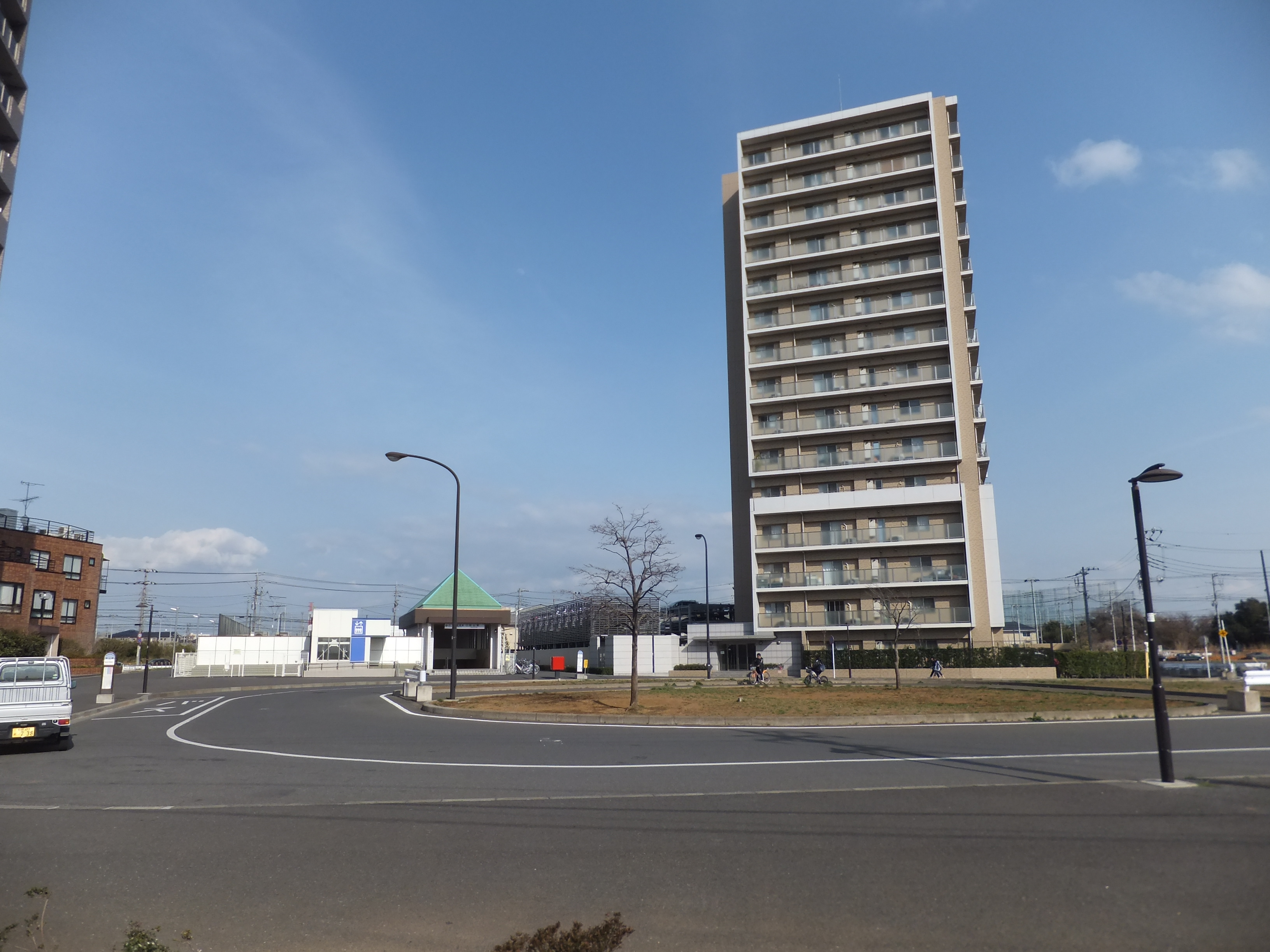
站前圓環與新築的住宅大樓。

秋山車站（日语：／ Akiyama eki */?）是一個位於日本千葉縣松戶市秋山，屬於北總鐵道的鐵路車站，為北總線沿線車站之一，車站編號是HS04。

## 車站構造
秋山車站站內設有對向式月台一對、兩條乘車線，由於正好位於北總線要由地底爬升至地面再成為高架路線的轉換路段，因此車站雖然設於地面上，但實際上卻是設置在地塹上、類似跨站式站房的半地面車站結構。另外，為了將來有機會進一步擴建月台長度以配合規劃中的10節編組列車，因此往北國分方向、位在站前圓環地底的路線區保留得非常長。

### 月台配置
| 月台 | 路線   | 方向 | 目的地                                                                |
| ---- | ------ | ---- | --------------------------------------------------------------------- |
| 1    | 北總線 | 上行 | 往高砂、押上、上野、淺草、日本橋、西馬込、 品川、羽田機場、橫濱方向   |
| 2    | 北總線 | 下行 | 往東松戶、新鎌谷、千葉新城中央、 印西牧原、印旛日本醫大、成田機場方向 |

## 車站周圍
秋山車站周圍地區原本大都是農業用地，之間夾雜了一些在日本城市郊區常見到的小型工廠，但隨著車站的設置，開始逐漸有住宅的設置。車站前方的土地重劃區建立了數棟大型的住宅大樓，車站南側步行距離內則可見到連鎖超級市場業者Belc所開設的分店。

## 相臨車站
北總鐵道
 北總線
■特急、■急行
通過
■普通
北國分（HS03）－秋山（HS04）－東松戶（HS05）
※雖然與成田Sky Access線共用路段，但京成電鐵運行的列車不停此站。

## 外部連結
- 秋山站 （页面存档备份，存于） - 北總鐵道

35°45′55.03″N 139°55′50.63″E / 35.7652861°N 139.9307306°E